# 橿原高田インターチェンジ
橿原高田インターチェンジ（かしはらたかだインターチェンジ）は、奈良県橿原市・大和高田市の市境付近にある京奈和自動車道（大和御所道路）のインターチェンジである。仮称は橿原大和高田インターチェンジ（かしはらやまとたかだインターチェンジ）であった。このインターチェンジが大和御所道路の大和区間と御所区間の境界となっている。また、橿原高田JCT（かしはらたかだジャンクション）とも呼ばれている。
建設予定地には大和高田バイパス 新堂ランプが存在するが、完成後は新堂ランプを併設するものと思われるため、新堂ランプ（しんどうランプ）及び新堂ランプ交差点（しんどうランプこうさてん）についてもこのページで記す。

## 歴史
- 1979年度 : 大和高田バイパス 東室ランプ-新堂ランプ間開通に伴い供用開始。
- 2004年3月30日 : 京奈和自動車道 一般部（国道24号橿原バイパス）橿原市曲川町-橿原市新堂町間開通に伴い接続。
- 2012年3月25日 : 橿原高田IC-御所IC間開通に伴い供用開始。

## 周辺
- イオンモール橿原
- オークワ橿原坊城店
- 浮孔駅・坊城駅（近鉄南大阪線）
- 橿原ぽかぽか温泉（旧極楽湯大和橿原店）

## 接続する道路

### 橿原高田IC
- 国道24号（橿原バイパス）
- 国道24号・国道165号（大和高田バイパス）（南阪奈道路）
- 奈良県道35号橿原高取線

### 新堂ランプ
- 国道24号（橿原バイパス）
- 奈良県道35号橿原高取線

## 料金所
- 無料区間のため設置されていない。

## 新堂ランプ交差点
- 国道24号橿原バイパス 田原本方面
  - 橿原市曲川東まで : 1.4 km
- 国道24号大和高田バイパス 橿原方面
  - 橿原市四条ランプまで : 3.2 km
- 国道24号大和高田バイパス 香芝方面
  - 大和高田市東室ランプまで :
- 奈良県道35号橿原高取線 高取方面
  - 高取町下土佐まで :

## 隣
E24 京奈和自動車道（大和御所道路）
(9)橿原北IC -（未開通）- 橿原高田IC - 御所IC
E91 大和高田バイパス（南阪奈道路）
勝目ランプ - 新堂ランプ - 雲梯ランプ